# Irene Merryweather
Irene Merryweather, también conocida como la Cronista, es un personaje ficticio que aparece en los cómics estadounidenses publicados por Marvel Comics. Ex reportera, ahora actúa como amiga y confidente de Cable y anteriormente fue su jefa de gabinete en Providencia antes de su destrucción.
Irene Merryweather hizo su cameo de debut cinematográfico de acción real en Deadpool 2 (2018), interpretada por Sonia Sunger.

## Historial de publicaciones
Irene Merryweather apareció por primera vez en Cable #48 (noviembre de 1997) y fue creada por James Robinson y José Ladrönn.

## Biografía ficticia
Irene siempre quiso ser una reportera seria trabajando para el Daily Bugle, pero se quedó atrapada trabajando para el tabloide The Inquiring Eye. Cuando su editor le pide que investigue a Sebastian Shaw y el Club Fuego Infernal, Irene se ve envuelta en una conspiración para matar a Cable. Irene regresa a su oficina, pero encuentra a sus compañeros de trabajo asesinados por agentes del Club Fuego Infernal, quienes intentan matarla. Cable aparece y la salva. El le dice a Irene que él es del futuro y contrata a Irene para que sea su cronista. Cable quiere que Irene escriba su vida para que otras personas puedan saber sobre él y sus misiones, en caso de que lo maten. Irene acepta, pero pronto descubre que trabajar con Cable no es fácil; Cable la deja atrás en Suiza, cuando siente que su misión la pone en peligro y ella tiene que regresar sola a la ciudad de Nueva York. Durante los próximos meses, Irene y Cable se vuelven amigos cercanos, aunque ella a menudo no está de acuerdo con él y lo llama por malas decisiones. Trabajando para Cable, también ella es testigo de muchos eventos increíbles y consigue un trabajo como reportera para el Daily Bugle al escribir sobre ellos. Durante este tiempo, Irene investiga la historia del Club Fuego Infernal y Sebastian Shaw le ofrece un lugar en el Club Fuego Infernal a cambio de su silencio. Irene se niega.
Cuando Cable se cambia el nombre de Soldado X y desaparece, Irene comienza a preocuparse por él. Su trabajo sufre como resultado, pero un año después recibe un mensaje de él. Él le envía sus diarios y confía en ella.
Cuando regresa como Cable, ella entrevista al aspirante mutante Mesías. Ella piensa que el poder de Cable se le está subiendo a la cabeza y lo llama, incluso lleva un arma a su oficina para protegerse de él, en caso de que se vuelva loco. Cuando Cable usa en secreto un virus para hacer que todos en la Tierra sean rosados, solo para restaurarlos públicamente más tarde a la normalidad, es elogiado como un héroe. Sin embargo, Irene es despedida por llevar un arma al trabajo. Sin trabajo, Irene se muda a Providencia, una isla-estado creada por Cable para ser una utopía. Ella se hace cargo de las tareas administrativas en la ciudad y básicamente dirige toda la ciudad cuando Cable está en sus misiones. Irene incluso aprende a tolerar a Deadpool, el nuevo socio de Cable, quien a menudo expresa un interés romántico por ella. Ella no corresponde a sus sentimientos, viendo a Deadpool como un idiota.
Después de la destrucción de Providencia por la Hecatombe, ella es atacada por Sabretooth la ataca dentro de las ruinas de la isla, pero es rescatada por la oportuna intervención de Deadpool, dejando la isla antes de que estalle. Más tarde reaparece en el número final de Cable y Deadpool durante un ataque de simbionte-dinosaurio en Nueva York.
El clon malvado de Cable, Stryfe, luego obliga a Deadpool a asesinar a Irene cuando amenaza la vida de la familia de Wade.
Irene es rescatada de esto por Cable, quien realiza un extenso viaje en el tiempo. Ahora ella tiene un trabajo en un sitio web de noticias.

## En otros medios
Irene Merryweather hace un cameo en Deadpool 2 (2018) interpretada por Sonia Sunger. Ella informa sobre el ataque de Russell Collins a Essex House para Rehabilitación Mutante y luego cuando los X-Men, que consisten en Negasonic Teenage Warhead, Colossus y Deadpool llegan para detenerlo.